# Follett, Texas
Follett là một thành phố thuộc quận Lipscomb, tiểu bang Texas, Hoa Kỳ. Năm 2010, dân số của xã này là 459 người.

## Dân số
- Dân số năm 2000: 412 người.
- Dân số năm 2010: 459 người.